# Chez Panisse
Pour les articles homonymes, voir Panisse (homonymie).
Chez Panisse est un restaurant situé à Berkeley, dans le comté d'Alameda, en Californie. Fondé par Alice Waters en 1971, cet établissement est basé sur un concept dont cette dernière eut l'idée après un voyage en France en 1964 : marier la tradition culinaire française avec des ingrédients cultivés localement. Alice Waters est de ce fait souvent considérée comme l'une des pionnières de la cuisine californienne.

## Création
À l'origine, Alice Waters fonde le restaurant en partenariat égal avec Paul Aratow, un professeur de littérature comparée à l'université de Californie, qui supervise la rénovation et la reconversion d'une maison de Berkeley et devient chef de cuisine. Aratow puise son inspiration culinaire notamment dans l'ouvrage La Bonne cuisine de Madame E. Saint-Ange, qu'il traduira en anglais par la suite. Au bout de quelques années, il vend sa part du restaurant et déménage à Los Angeles, où il devient producteur de cinéma.

## Emplacement
Le restaurant est situé dans le quartier nord de Berkeley parfois surnommé le « Gourmet Ghetto ». Le nom « Chez Panisse » a été choisi par Alice Waters en hommage aux romans et films de Marcel Pagnol. À l'origine, l'établissement ne comportait qu'une seule salle de restaurant servant un menu à prix fixe ainsi qu'un café à l'étage, mais une forte demande a conduit à terme à une reconversion du café en une seconde salle de restaurant servant un menu à la carte plus abordable, dans une atmosphère moins formelle.

## Objectifs
Alice Waters est une figure des mouvements parfois dits slow food et local food. Elle participe également au Edible Schoolyard Project, qui consiste à former des élèves d'écoles primaires à la culture de jardins potagers et à la préparation de leur propre nourriture dans leurs établissements scolaires. De même, les ingrédients utilisés par le restaurant sont toujours de saison et proviennent uniquement de fermes locales, voire du potager maintenu par le restaurant. Certains des chefs ayant dirigé la cuisine ont par la suite fondé leur propre restaurant, notamment Paul Bertolli et Jeremiah Tower. Référence de la cuisine slow food à l'international, Chez Panisse accueille également des chefs étrangers, notamment Français, tels que Jérôme Waag ou Alix Lacloche. Tant Alice Waters que les chefs qui ont travaillé pour elle, ont tous été très influencés par Lulu et Lucien Peyraud, propriétaires du Domaine Tempier à Bandol.

## Personnalités reçues
Parmi les hôtes célèbres de Chez Panisse, on peut citer notamment Tenzin Gyatso, 14e Dalai Lama, Bill Clinton, Steve Jobs, et le réalisateur Werner Herzog. Ce dernier y a même, en 1980, cuisiné sa chaussure avec l'aide d'Alice Waters, avant de la manger dans un cinéma voisin en introduction de la première du film Gates of Heaven d'Errol Morris, un documentaire sur les cimetières pour animaux de compagnie. Cet événement, qui découlait d'une promesse faite par Herzog pour marquer son incrédulité devant l'éventualité de la finalisation d'un film sur ce sujet, a été filmé et a lui-même fait l'objet d'un documentaire, Werner Herzog Eats His Shoe, réalisé par Les Blank.

## Renommée
En 2006, Chez Panisse a été classé au 20e rang des meilleurs restaurants du monde par le magazine américain Restaurant. Michelin s'est attiré les foudres de nombreux critiques et gourmets de la baie de San Francisco lorsque, cette même année, le guide n'a attribué qu'une seule étoile au restaurant dans sa première édition couvrant les établissements de la région.
Le restaurant n'accepte les réservations qu'un mois à l'avance, et celles-ci se font rapidement. Une carte bancaire est nécessaire pour toute réservation, et le service de 18 % est systématiquement inclus dans l'addition, chose rare dans la plupart des restaurants américains. Le menu fixe est publié sur le site de l'établissement une semaine à l'avance.